# Великомостівське (заповідне урочище)
Великомо́стівське — заповідне урочище місцевого значення в Україні. Розташоване в межах Шептицького району Львівської області, на схід від міста Великі Мости. 
Площа 27 га. Оголошено згідно з рішенням Львівської облради від 9.10.1984 року № 495. Перебуває у віданні ДП «Жовківський лісгосп» (Великомостівське лісництво, кв. 20, вид. 4).
Статус присвоєно з метою збереження частини лісового масиву з високопродуктивними сосновими насадженнями і з ландшафтами, характерними для Надбужанської котловини.